# Kršćanski simboli
Kršćanski simboli su znakovi, predmeti, likovni prikazi čovjeka ili životinje kojima se izražava kršćanska ideja i pojam. U prvim stoljećima kršćanstva koriste se uglavnom antički simboli, kojima se pridodaje kršćansko značenje. Najznačajniji simbol je križ (u mnogobrojnim inačicama), Kristov monogram, kristogram, janje (simbol iskupljenja grijeha), riba (grč. ikhthys, ujedno akronim za Krista – ihtis), golub (simbol Duha Svetoga), paun (simbol besmrtnosti) i dr.

## Vanjske poveznice
- LZMK / Proleksis enciklopedija: Kršćanski simboli
- Živo vrelo: Zaboravljeni kršćanski simboli  Arhivirana inačica izvorne stranice od 20. svibnja 2022. (Wayback Machine) (2014., br. 7)
- Hrvatska katolička mreža: Kako je jedan kršćanski simbol pretekao drugi
- www.svjetlorijeci.ba – Philip Kosoloski: "Riba – znak za rane kršćane"  Arhivirana inačica izvorne stranice od 1. listopada 2022. (Wayback Machine)
- www.novizivot.net – Nenad Adžić: "Simbol ribe: Što predstavlja najstariji kršćanski simbol?"